# Остроухово (Белгородская область)
Остроу́хово — село в Красногвардейском районе Белгородской области. Входит в состав Верхососенского сельского поселения.

## География
Село находится на расстоянии 11 км (по прямой) к северо-западу от города Бирюч, административного центра района.

### Часовой пояс
Село Остроухово, как и вся Белгородская область, находится в часовой зоне МСК (московское время). Смещение применяемого времени относительно UTC составляет +3:00.

## Население
| 1859 | 2002 | 2010 |
| ---- | ---- | ---- |
| 405  | ↘149 | ↘138 |

## Улицы
В селе имеются две улицы: Октябрьская и Первомайская.